# Hilde Heijnen
Hilde Heijnen, née en juin 1965 à Mortsel, est une actrice de cinéma, de télévision et de théâtre belge.
Cette actrice flamande a, tout au long de sa carrière, tenu le rôle principal dans plus de quarante productions théâtrales. Elle est connue du grand public pour ses rôles dans plusieurs films et à la télévision. Elle interprète, entre autres, le rôle de Anne-Lise la fille de Catherine Deneuve, dans le film français La Partie d'échecs.

## Filmographie
- 1986 : Hector ;
- 1988 : Blueberry Hill ;
- 1989 : A Kiss to Build a Dream On ;
- 1992 : Boys de Jan Verheyen
- 1994 : La Partie d'échecs ;
- 1996 : Brylcream Boulevard ;
- 1997 : Blind date ;
- 1998 : Wij Alexander ;
- 1998 : Lange nacht ;
- 2000 : 1585 ;
- 2001 : Olivetti 82 ;
- 2005 : Three makes a crowd ;
- 2005 : Compassion ;
- 2006 : A writers block ;
- 2006 : Mama ;
- 2006 : The Dearly Departed ;
- 2007 : Demon.
- 2017 : Double face (Het tweede gelaat) de Jan Verheyen : Eva